# Calle de los Donados

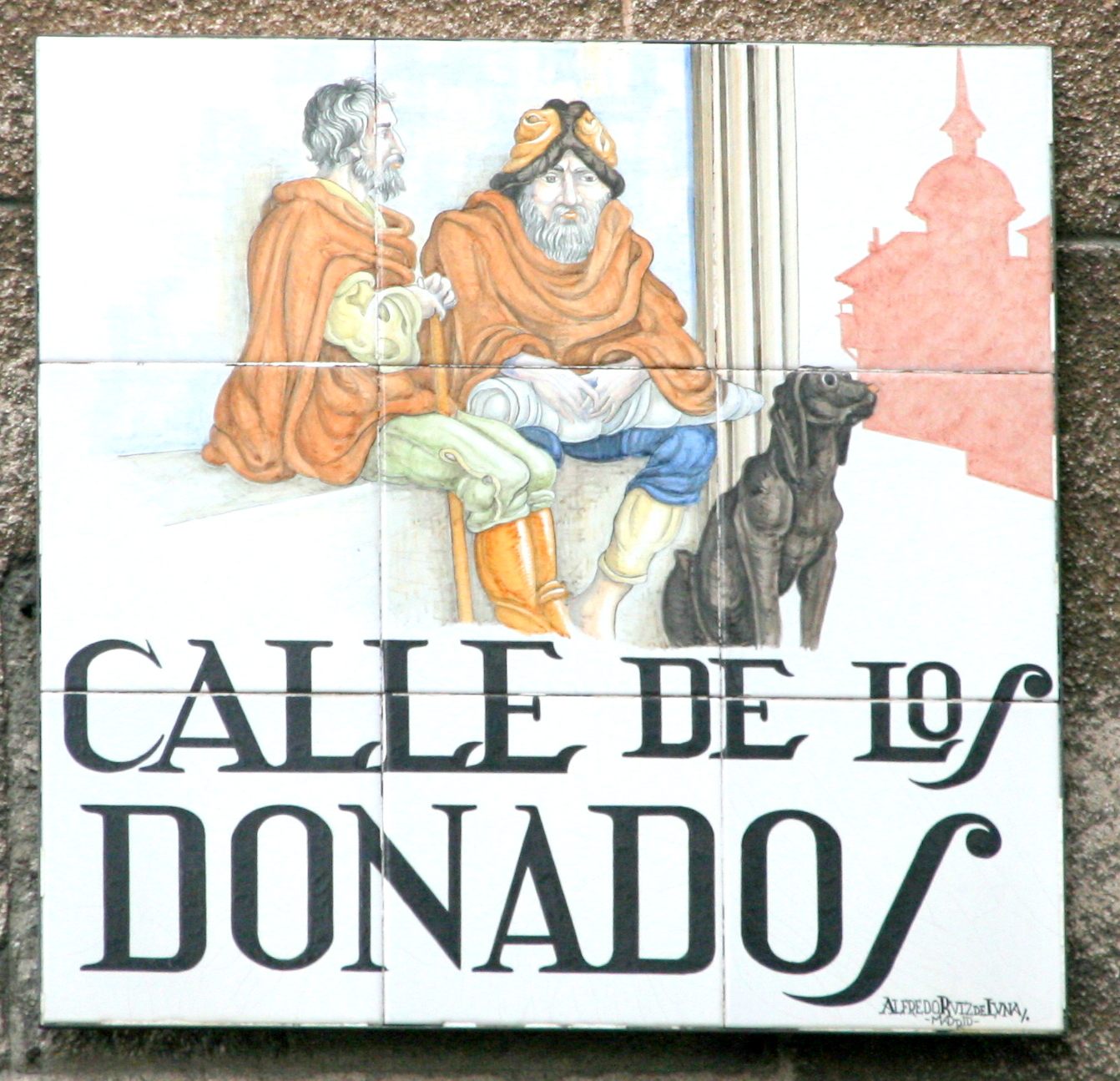
Placa del callejero artístico del Madrid histórico.

La calle de los Donados es una breve vía urbana del barrio de Sol en el distrito Centro de Madrid, que desciende en sentido norte-sur desde la plaza de Santa Catalina de los Donados hasta la calle Arenal.

## Historia
Tanto en el plano de Teixeira (1656) y en el de Espinosa (1769), aparece con el primitivo nombre completo, es decir, calle de Santa Catalina de los Donados, por la fundación y capilla que llevaron ese nombre entre los siglos xv y xix, quedando renombrada con el rótulo abreviado en 1835. Se documentan «antecedentes de construcciones particulares desde 1650».
El cronista Pedro de Répide dejó un retrato histórico bastante completo de esta pequeña calle en su colección de artículos sobre las calles de Madrid. El terreno vecino al antiguo erial arenoso, que luego sería la calle del Arenal, en el que sería fundado el hospitalillo para menestrales bajo la advocación de Santa Catalina, fue en su origen propiedad de Pedro Fernández de Lorca, tesorero de Juan II de Castilla y luego secretario de Enrique IV de Castilla. Allí tenía el funcionario real casa de campo y unas viñas, instalaciones que en 1460 se destinaron a asilo de ancianos bajo el patronato del prior de los Jerónimos y administrado por un monje del Buen Retiro, como rector de los ‘Donados de Santa Catalina’, título que recibían las personas allí recogidas. Describe Répide el monacal régimen al que estaban obligados los donados, que diariamente tenían que rezar a coro por el alma del fundador 33 responsos, e ir vestidos con sayón pardo, becas azules, anchos sobreros y bastones, siendo aún más curiosa la obligación de «lucir bucles empolvados» (coquetería –el empolvado del pelo– que Répide considera bastante inútil en ancianos de pelo blanco como los allí recogidos).
Fue uno de los institutos benéficos que respetó Felipe II de España en su reforma de asilos piadosos, en virtud de una cláusula prevista por Fernández de Lorca, el fundador. Cuenta Répide que con el tiempo se arrancaron las viñas –para congoja de algunos donados–, para ampliar las instalaciones del hospital que siglos después sería trasladado a Carabanchel. Se derruyó también la primitiva capilla en 1893, ocupando su mínimo solar en 1917 la capilla del Santo Niño del Remedio.